# Pinhão
Pinhão est une municipalité brésilienne située dans l'État du Sergipe.